# Cmentarz wojenny nr 36 – Podzamcze
Cmentarz wojenny nr 36 - Podzamcze – austriacki cmentarz z I wojny światowej, zaprojektowany przez Johanna Jagera znajdujący się na przedmieściu Jasła. Jeden z ponad 400 zachodniogalicyjskich cmentarzy wojennych zbudowanych przez Oddział Grobów Wojennych C. i K. Komendantury Wojskowej w Krakowie.
Obiekt znajduje się na zboczu wzgórza, około 700 m od przy drodze 73 Jasło - Pilzno. Zajmuje powierzchnię około 503 m², otoczony jest opadającym tarasowo, kamiennym murem. Z terenu cmentarza rozciągał się rozległy widok na dolinę Wisłoki, obecnie obiekt zarośnięty.  Na cmentarzu pierwotnie było pochowanych prawdopodobnie 51 żołnierzy. Później przeniesiono pochówki z cmentarza 37. Obecnie w 43 grobach zbiorowych oraz 8 pochowanych jest  pojedynczych poległych w maju 1915 roku:
- 73 Rosjan z jednostek 2 Sofijski Pułk Piechoty, 3 Narewski Pułk Piechoty, 5 Kałuski Pułk Piechoty, 17 i 18 pułku piechoty,
- 108 Niemców z jednostek: 1 Pułk Grenadierów Gwardii im. Cesarza Aleksandra II, 2 Pułk Grenadierów Gwardii im. Cesarza Franciszka I, 3 Pułk Grenadierów Gwardii im. Królowej Elżbiety i 4 Pułk Grenadierów Gwardii im. Królowej Augusty,
- 1 Austriak,
- 4 nieznanych.

W centralnej części cmentarza znajduje się kamienny pomnik w postaci krzyża, na którym znajduje się współczesna tablica kamienna z inskrypcją w języku polskim i niemieckim.